# 牡丹社事件
牡丹社事件是發生於1874年（清同治十三年，日本明治七年），日本以1871年八瑤灣事件殺害琉球國的琉球族為由，出兵攻打台灣南部原住民各部落的軍事行動，以及隨後大清政府和日本國兩方的外交折衝。在日本，这次事件被稱為「台灣出兵」、「征台之役」或「台灣事件」。這也是日本自從明治維新以來首次對外用兵。

## 背景

### 原因
琉球王國自明朝起為清朝的從屬國，其國王接受冊封、獲准朝貢貿易的次數為藩屬國中之最。由於大清和日本均採取鎖國貿易體制，當時琉球成為「大清絲綢—日本白銀」轉口貿易特區之一(另一個貿易特區是日本長崎)。
日本薩摩藩在關原之戰後，因財政困難、局勢不穩，加上欲以海外之功向江户幕府輸誠，遂有兼併琉球之舉。1609年，薩摩派遣將近三千名兵力，攻入琉球王都首里城，但德川幕府命令薩摩藩保留琉球王室，以便利用琉球對大清国进行貿易活动。然而琉球王國自此喪失獨立自主性，亦受薩摩藩支配，奄美群島也被薩摩藩佔領。自此琉球處於「清日（薩）兩屬」狀態，一方面接受清政府冊封並進行朝貢貿易，同時國政受到薩摩藩的控制。
1867年王政復古，幕府將軍德川慶喜被迫上表「大政奉還」，江戶時代結束。隨後的明治維新過程中，大量武士（維新時改稱「士族」）失業，造成極大的社會問題。於是西鄉隆盛等人提出「征韓論」，主張以海外擴張來解決內政問題。但征討朝鮮半島在外交上困難較大，未獲得日本內閣多數閣員支持，最後造成參議西鄉隆盛等征韓派官員下野。日本朝廷為了安撫士族情緒，遂有出兵台灣之議。
有學者認為，日本政府「出兵台灣」並非僅為了緩和士族對內政的不滿，而是對台灣的經濟價值與戰略地位有很清楚的認識，「不能將掠奪台灣資源，或侵佔領土的動機矮小化。」
另有學者認為，牡丹社事件發生源自「語言隔閡的誤會」，非單一方面嗜殺所致。

### 近因

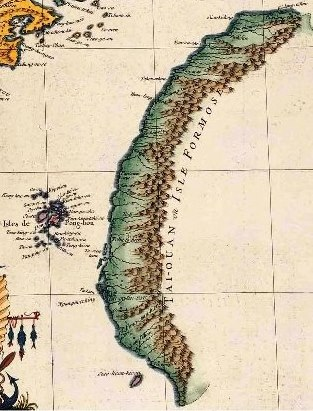
法國人所繪清廷實際控制區域（土牛界線以西）

1871年（明治4年，同治10年）10月18日
，一艘宮古島向那霸市上繳年貢的山原號
回航時遭遇颱風，漂流至台灣東南部八瑤灣（即今之九棚灣），船上69名宮古島乘客溺死3人，有66名宮古島人登陸。幾天後遇上排灣族高士佛社原住民，獲高士佛社人好心收留，但因雙方語言不通、文化差異甚至稍有爭吵，讓琉球人因害怕而偷偷逃離高士佛社，高士佛社族人打獵後回部落時赫然發現琉球人不辭而別，開始對琉球人起猜疑之心，懷疑其打算對外通報部落位置引大軍攻打，狠下心腸追上其大隊五十四人將其出草斬首殺害，死者包括琉球豪族仲宗根豐見親（忠導氏玄雅）十四世孫忠導氏玄安，逃過一劫的其餘12人則在當地漢人楊友旺、楊阿才營救下前往台灣府，由清政府官員安排轉往福州琉球館，乘船歸國。史稱八瑤灣事件
。此類事件在當時不時發生，按慣例皆由明清政府撫卹並送回琉球王國，與日本政府無涉。
但日方於1871年日本明治政府「廢藩置縣」時，薩摩藩改為「鹿兒島縣」，原本為薩摩藩屬的琉球王國被改隸於鹿兒島縣，1872年日本政府單方廢止琉球王國，設置「琉球藩」，1873年日本政府外務卿副島種臣向清朝總理衙門提起此事時，大臣毛昶熙答覆：「二島（琉球與台灣）俱我屬土，屬土之人相殺，裁次固在於我，我恤琉人，自有措置，何預貴國事，而煩為過問？」日本拿出被害者中有四位小田縣（今日本岡山縣小田郡）漁民的證據，又追問「貴國既然已知撫卹琉球民，為何不懲辦台番？」，毛以殺人者為置之化外的生番來回應，副島便言：「生番害人，貴國置之不理，我國有必要問罪島人，因與貴國盟好，特先來奉告」，毛昶熙回答：「（台灣）生番係我化外之民，問罪與否，聽憑貴國辦理。」日方便向「無主番界」出兵。

## 經過

### 出兵前

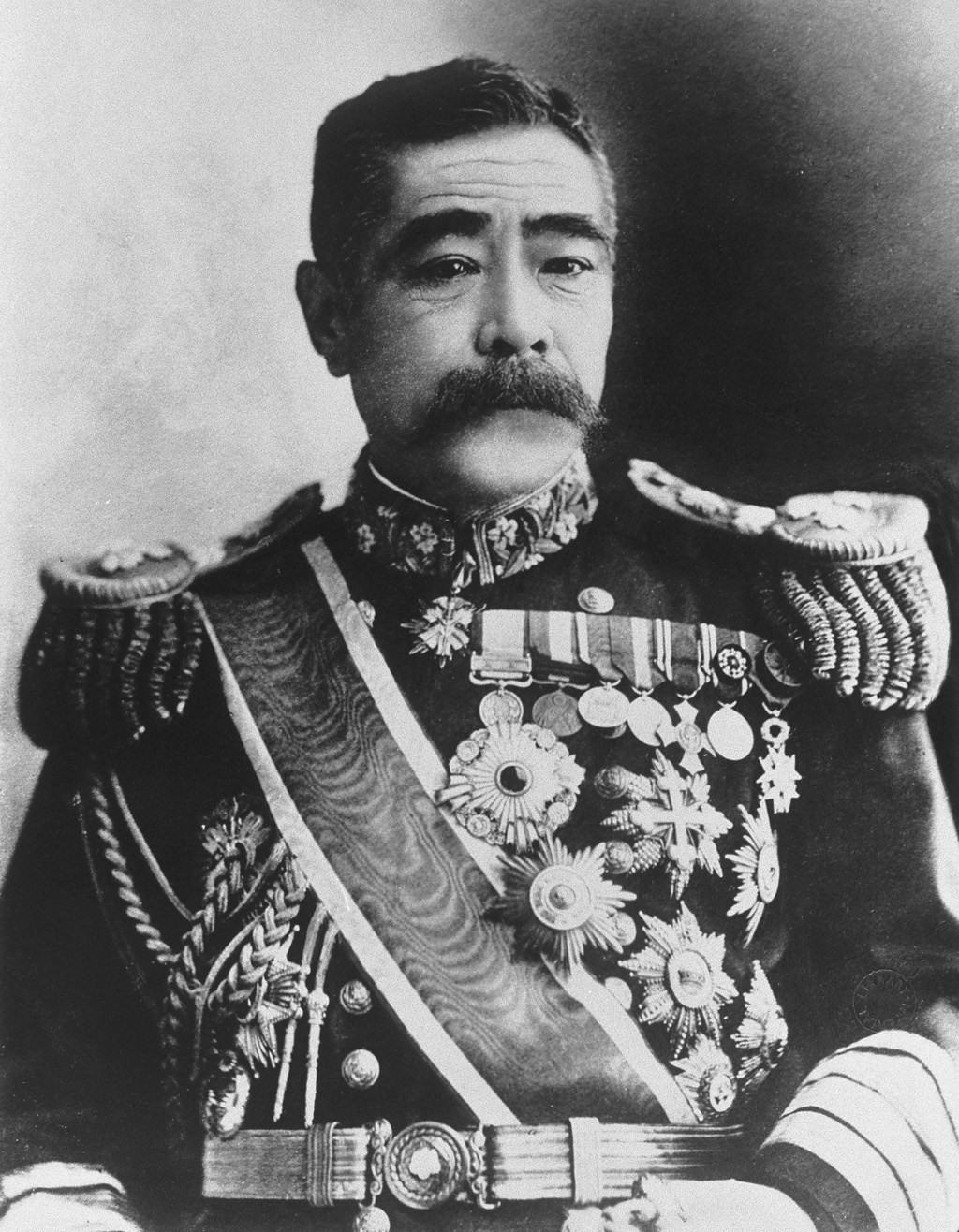
西郷従道

日本以陸軍中將西鄉從道（西鄉隆盛之弟）為「蕃地事務局都督」，向英、美等國租用輪船，僱用美國軍事顧問李仙得（C. W. Le Gendre，又名李讓禮），準備對臺灣出兵，並事先派遣樺山資紀、水野遵來台調查。
但是了1874年初，日本蠢蠢欲動並開始調兵遣將時，列強各國相繼質疑日本用兵的正當性，英國即扮演密報者、仲裁者雙重角色，他們向中國通風報信，並直指美國人李仙得為事件主謀者。而隨著事態的發展，到了4、5月間，臺灣道、臺灣鎮、閩浙總督、總理各國事務衙門等各級官員對於「番地」主權的發言立場漸趨一致，4月18日總理各國事務衙門對英國正使梅輝立表示：「其人雖不治以中國之法，其地究不外乎中國之土」，即代表清廷的基本立場。
出兵前夕，英美等國正式轉變態度表示反對，聲明中立並拒絕租借船艦給日軍。日本政府迫於外交壓力決定停止此次行動，大久保利通並親自到長崎下令罷兵。但西鄉從道以「已經準備妥當」為由拒不受命，斷然率領三千六百名官兵前往台灣，這也成為日後日本軍國主義軍官在戰場上獨斷獨行的濫觴，充分表現出日本軍國主義的一個原型（prototype），亦即軍事的先行與政治的追認。著名文史學家司馬遼太郎曾評論這次出兵完全是無名之師，可稱為“官製的倭寇”。

### 戰爭過程

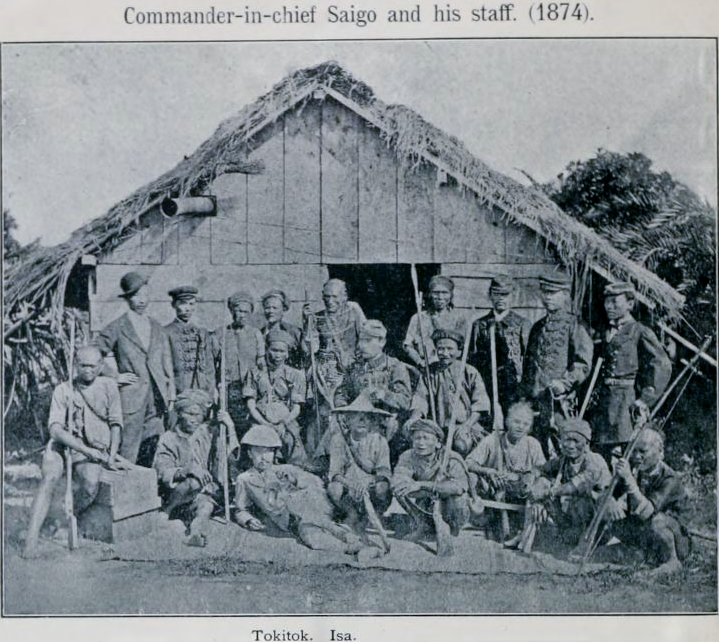
石門戰役後，日軍指揮官西鄉從道與斯卡羅人領袖合影。左坐者為卓杞篤之子朱雷、中坐者為西鄉、右坐者為二股射麻里頭人亦失。

1874年（清同治十三年）5月12日，日軍於社寮（今屏東縣車城鄉射寮村）登陸，而排灣族從車城鄉統埔村友好的漢人那邊得知日軍行動，事先在要道石門埋伏。5月18日到5月21日，日軍與台灣原住民有小規模接觸，互有傷亡。5月22日，日本陸軍中佐佐久間左馬太率領日軍150人進抵石門（今屏東縣牡丹鄉石門村）遭到排灣族強烈抵抗，最後日軍陸戰隊攀上峭壁居高臨下，情勢逆轉，排灣族在裝備劣勢和人數劣勢下被迫撤兵，牡丹社頭目阿祿古父子身亡。經此一役，多數採觀望態度的原住民皆靠向日本。6月1日起日軍分三路掃蕩牡丹社、高士佛社、射不力社等原住民，沿途只有小規模抵抗，原住民人撤入山中，日軍佔領村落後焚燒村屋並撤回社寮營地。7月1日，牡丹社等終於投降。
之後日軍移營龜山（今車城鄉國立海洋生物博物館附近）長期駐紮，卻因氣候與衛生因素飽受瘧疾等熱帶疾病之苦，據日方紀錄，參與行動的日軍與隨軍人員5,990人共回報了1萬6,409件的患病紀錄，呈現出平均1人患病2.7次的慘況，而561名的病死者更達實際戰死者的數十倍之多。

### 大清和日本兩方交涉
日本5月中旬出兵台灣，同治帝隨即於5月下旬派遣船政大臣沈葆楨為欽差大臣，以巡閱為名來台，主持台灣海防及對各國的外交事務。李鴻章允調唐定奎率領的淮軍十三營六千五百人赴台，該部隊熟習西洋槍砲，是淮軍主力。當年農曆九月中旬以後到十月間陸續抵台，使得雙方戰力情勢逆轉，沈葆楨的談判地位頓時提升了許多。在外交方面，清朝當時以《台灣府志》記載了琅嶠諸社在1725年歸化大清，是為琅嶠歸化生番十八社一事，證明該處納入版圖並有效收取番餉。清廷認為此地已是中國領土，生番如何處置是自己的事，以此要求日本退兵。
加上此時日軍因熱病侵襲，病歿650人（陣亡者僅20餘人），又已耗軍費1260餘萬日圓（尚未計算購買運兵用船舶的770萬日圓），深感難以持續。於是日本政府派內務卿大久保利通為全權大臣，赴清廷交涉。
當時沈葆楨及李鴻章對情勢皆有清楚的判斷，分別上疏表示日本急於謀和，實因情勢窘迫。因此大清帝國起初態度強硬，軍機大臣文祥公開表示，對於日本方面要求的軍費賠償表示：「一錢不給」。
但大久保商請英國公使威妥瑪為調人，強勢介入。於是中日兩國在1874年10月31日簽訂北京專約，主旨有以下三條：

1. 日本國此次所辦，原為保民義舉起見，中國不指以為不是。
2. 前次所有遇害難民之家，中國定給撫卹銀兩，日本所有在該處修道、建房等件，中國願留自用，先行議定籌補銀兩，另有議辦之據。
3. 所有此事兩國一切來往公文，彼此撤回註銷，永為罷論。至於該處生番，中國自宜設法妥為約束，不能再受兇害。

## 結果與影響

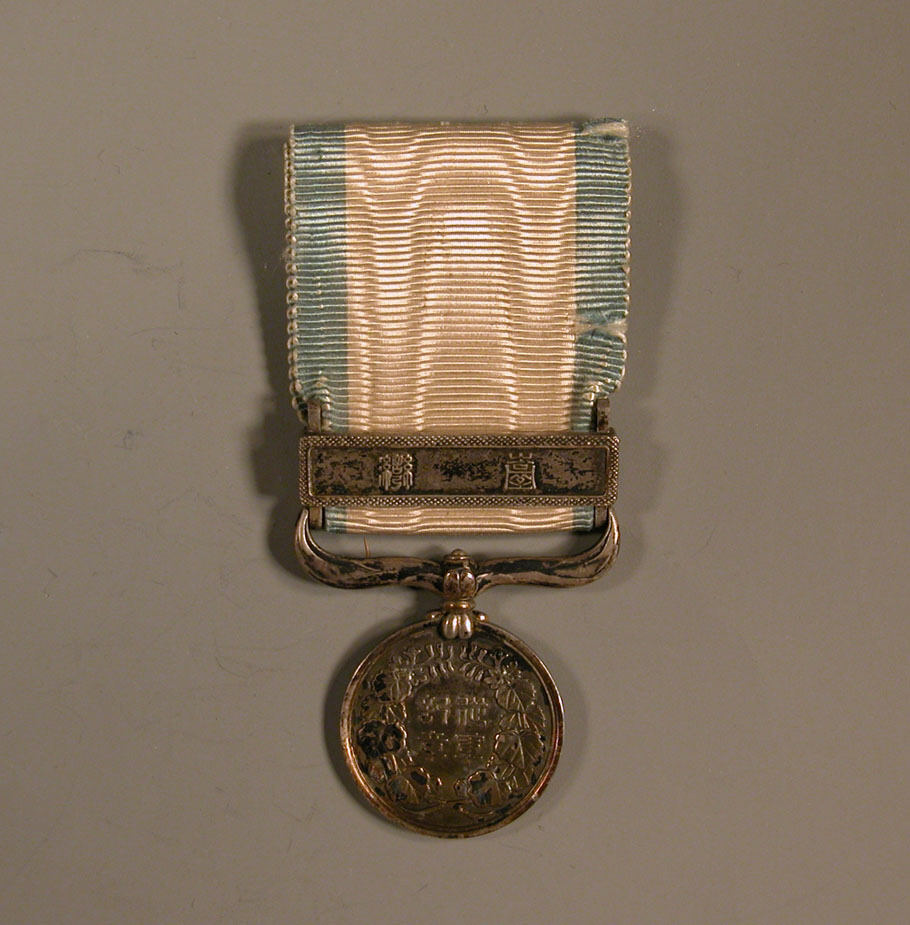
明治政府授予台灣軍隊的明治七年從軍記章

在大清方面，不言賠償兵費，而將五十萬兩白銀拆成十萬兩的「撫卹」與四十萬兩的「購買道路房屋」，算是在保存顏面的情況下息事罷兵。
投降的原住民被授予日本國旗，在他們的村莊上空飄揚，他們認為這是與日本和平和免受敵對部落侵害的象徵，然而，日本人將其視為對原住民具有管轄權的象徵。此事件也為日後日本帝國的野心提供了有益的預演。在日本的一些圈子裡，台灣已經被視為潛在的日本殖民地
。
在日本國內，這一行動也安撫了明治政府內部那些推動更激進的外交政策，以及因政府在1873年拒絕進攻朝鮮而憤怒的人。重要的是，牡丹社事件發生在佐賀之亂後不久，由西鄉從道（西鄉隆盛的弟弟）領導，主要由前薩摩和佐賀武士組成。
但因為條約中有日本出兵是「保民義舉」字句，日本據此認定清國政府不否認琉球是日本的屬地。（1875年）繼續進行「琉球處分」，令琉球終止向大清朝貢，復在1879年迫使琉球國王尚泰移住東京，派軍警進駐琉球，廢止「琉球藩」改設「沖繩縣」，但大清並未放棄琉球宗主權對日本提出抗議。1880年，在前美國總統格蘭特調解之下，日本提議及外務省底線將割琉球群島以北歸日本，南邊的宮古、八重山島屬大清，清國政府則提出北邊的奄美群島歸日本，中間的琉球群島歸琉球國，南邊的八重山群島(含八重山、宮古島等)歸大清，最後並未成案。直到1894年甲午戰爭日本擊敗清國，台灣割讓給日本，清國無力繼續過問琉球問題，琉球遂在國際默認下歸屬日本，清國與日本之間並沒有簽訂任何條約，正式放棄琉球的宗主權改歸日本。
俄羅斯曾於牡丹社事件期間派軍官捷廉季耶夫（V. A. Terent'ev）抵台觀戰，1875年再派海軍軍官保羅‧伊比斯（Pavel Ibis）抵台田野調查。2人的台俄雙邊關係文件目前存放在俄羅斯聖彼得堡海軍公文書館。捷廉季耶夫的報告不支持日本以武力進軍台灣南部，並認為可用和平與外交方式解決爭端，這有別於當時的外國媒體支持日軍的觀點。伊比斯以筆記及插畫，為當時台灣社會、原住民語言風俗留下紀錄。
「牡丹社事件」後，清廷轉為積極治理台灣，增設府縣，對台灣中、東部及原住民地區實行「開山撫番」，並於1885年建立福建台灣省。
1895年中日甲午戰爭清帝國戰敗，日本藉由馬關條約取得台灣後，鑒於此次攻台與接收過程中病死人數遠多於戰死，決意在台灣積極著手規劃建設醫療衛生設備，以方便統治台灣。

## 文化遺產

### 紀念碑
- 大日本琉球藩民五十四名墓：

位於屏東縣車城鄉統埔村，為同治10年（1871年）八瑤灣事件中遇害琉球族的墳墓，於2011年登錄為屏東縣歷史建築。，當年死者屍首由楊友旺及客籍張眉婆、林碰獅等人以一塚安葬於統埔村落邊，日本政府藉此事在同治13年（1874年）發動「征台之役」，日軍將領西鄉從道每年給付年金，囑咐林阿九家族代為管理祭祀。日治時期定期祭拜維護，大正14年（1925年）當年倖免於難的琉球人島袋龜在來台發起「琉球藩民墓整修運動」，並出版《牡丹社遭難民墓碑改修報告書》。大正15年（1926年）藩民墓開始整修，遭難者名單刻於碑上，昭和2年（1927年）12月完工。民國67年（1978年）沖繩史家又吉盛清來台，並分別於日、琉、臺三地，推動「臺灣遭害者之墓」與「琉球藩民墓」改修工作。民國70年（1981年）取得屏東縣政府、車城鄉公所同意興工，民國71年3月改建完畢，但將墓碑上的「大日本」三字塗掉。民國89年（2000年）碑文上的「大日本」字樣恢復碑體原貌。
- 明治七年討蕃軍本營地

位於屏東縣車城鄉後灣村，為紀念牡丹社事件中日本登陸射寮（現後灣村龜山沿岸）而設立的紀念碑，已於2010年登錄屏東縣歷史建築。
- 西鄉都督遺蹟紀念碑

位於屏東縣車城鄉石門古戰場附近，為紀念牡丹社事件中，日本陸軍中將西鄉從道的征臺功勳，已於2011年登錄屏東縣歷史建築。
- 征蕃役戰死病歿忠魂碑

位於屏東縣車城鄉石門古戰場附近，為紀念牡丹社事件與原住民交戰而戰死或病死之547位日軍的忠魂碑，已於2011年登錄屏東縣歷史建築。

### 建築物
- 二鯤鯓砲台：

國定古蹟，又稱「億載金城」，位於今臺南市，1874年牡丹社事件發生時，清廷一面向日本抗議，一面派福建船政大臣沈葆楨辦理台灣等地海防兼理各國事務大臣。沈葆楨以安平形勢險峻，奏請建造仿西洋式砲台一座。砲台由法國人帛爾陀（Berthaud）設計，從同治十三年（1874年）起建，到光緒二年（1876年）完工。砲台入口城門上方有沈葆楨題額「億載金城」，亦稱「億載金城」，或相對於「安平小砲台」稱為「安平大砲台」。
- 旗后炮台、雄鎮北門

國定古蹟，與二鯤鯓砲台同因加強台灣海防而建造之仿西洋式砲台，目前位於今高雄市旗津區之旗後山與鼓山區哨船頭上。
- 鵝鑾鼻燈塔暨附屬建物：

屏東縣歷史建築，位於恆春鎮鵝鑾里燈塔路90號，清光緒7年（1881年）11月創建，起因清同治6年（1867年）3月9日，一艘美國籍商船「羅發號」從汕頭駛往牛莊途中，航行至鵝鑾鼻西南七星岩附近，觸礁沉沒，船員登岸後，擅闖龜仔甪社領土，遭受龜仔甪（社頂）士兵處決，除中國粵籍水手一人逃至打狗（今高雄）外，全部罹難，且琉球人多次在該處亦遇難，並引發牡丹社事件，應美國及日本政府之建議而籌設。
- 恆春縣城：

國定古蹟，是牡丹社事件之後，清廷因大幅改變對臺灣戰略地位的觀感，而選定以「車城南十五里之猴洞」為縣治，並打算由「素習堪輿家言」的劉璈處理築城事宜，所設的恆春縣縣治所在地。

### 原民遺骨
牡丹社事件中，16名戰死的原住民勇士頭顱被日軍割下，作為戰利品，其中4具頭骨經美國海軍軍官2次轉手，交由曾任愛丁堡大學校長的解剖學家威廉‧透納研究，收藏在愛丁堡大學人類學系解剖學博物館中。2023年11月3日，愛丁堡大學將遺骨正式歸還台灣，由牡丹鄉公所鄉長潘壯志代表牡丹鄉諸部落接受返還。遺骨於5日返台，並寄藏於國立臺灣史前文化博物館南科考古館中。

## 相關作品
- 《浪濤》，巴代著，台灣，INK印刻出版，2017年9月
- 《SEVALITAN》，2021年紀錄片[36]

## 引用
1. ↑  楊南郡 牡丹社事件[]
2. ↑  費德廉、羅效德 編譯. . 國立臺灣歷史博物館籌備處. 2006-12  [2021-11-25]. ISBN 9789868241664. （原始内容存档于2022-01-04）.
3. 1 2  . 亞洲歷史資料中心 （日语）.「JACAR(アジア歴史資料センター)Ref.A03030094100、単行書・処蕃書類追録九(国立公文書館)」。
4. ↑  House（1875年）
5. ↑  Davidson, James W. (1903). The Island of Formosa, Past and Present : history, people, resources, and commercial prospects : tea, camphor, sugar, gold, coal, sulphur, economical plants, and other productions. London and New York: Macmillan. OCLC 1887893. OL 6931635M.
6. ↑  高良倉吉、田明真之編，1993，《圖說‧琉球王國》，頁63-74。東京：河出書房新社。ISBN 4-309-72482-5
7. ↑  小島慶三，1996，頁186-191。東京：中央公論新社。ISBN 4-12-101316-6
8. ↑  林明德，1986，《日本史》，頁248。台北：三民書局。ISBN 957-14-0710-0
9. ↑  Donard King，著、角地幸男譯，2001，《明治天皇（上）》，頁431-447。東京：新潮社。ISBN 4-10-331704-3
10. ↑  黃秀政，1992，《臺灣割讓與乙未抗日運動》，頁18-19。台北：臺灣商務印書館。ISBN 957-05-0623-7
11. 1 2 3  潘欣中. . 屏東: 聯合報. 2015-09-15  [2015-09-15]. （原始内容存档于2015-09-17）.
12. 1 2 3  《牡丹社事件的真相》，作者/林呈蓉，出版日/2006年4月，出版社/博揚文化事業有限公司，ISBN 957-0463-76-7
13. ↑  愛德華‧豪士（2003年），第26-30页
14. ↑   (PDF).   [2020-05-21]. （原始内容存档 (PDF)于2019-08-19）.
15. ↑  伊能嘉矩，1904，《台灣蕃政志》。台北：台灣總督府民政部殖產局。
16. ↑  又吉盛清，1997，《日本殖民下的台灣與沖繩》頁355-356。台北：前衛。
17. ↑  . news.ltn.com.tw. 2016-03-14  [2020-06-08]. （原始内容存档于2019-05-03）.
18. ↑  高陽，1987，《清朝的皇帝（下）》，頁1131-1135。台北：遠景。ISBN 957-39-0115-3
19. ↑  李理.  (PDF).   [2018-12-09]. （原始内容存档 (PDF)于2018-12-10） （中文）. 最早的漢語名為李讓禮,後改為李仙得或李善得
20. ↑  芳即正、毛利敏彥編，1990，《西鄉隆盛と大久保利通》，頁65。東京：河出書房新社。ISBN 4-309-76041-4
21. ↑  藤井志津枝，1983，《日本軍國主義的原型 : 剖析一八七一-七四年台灣事件》，頁5。台北：三民。
22. 1 2  小島慶三，1996，頁214。東京：中央公論新社。ISBN 4-12-101316-6
23. ↑  愛德華‧豪士（2008年），第68页，第八章
24. ↑  愛德華‧豪士（2008年），第104页，第十三章
25. ↑  蘇同炳，1995，《沈葆楨傳》，頁182-184。台灣省南投市：台灣省文獻會。ISBN 957-00-6360-2
26. ↑  台灣銀行經濟研究室 (编). . 台灣省南投市: 台灣省文獻會. 1997: 頁51-52  [2024-09-30]. ISBN 957-00-9080-4. （原始内容存档于2024-06-12）. 直隸總督李鴻章於同治十三年六月十二日奏折：「現在台灣需兵設防，應仍移緩就急，力顧大局，擬即飛飭唐定奎統帶所部步隊十三營，合計六千五百人，由徐拔赴瓜州口，分批航海赴台，聽候沈葆楨調遣。該軍向習西洋槍礟，訓練有年，步伐整齊，技藝嫺熟，將士一心，尚可資指臂之助。」同書頁167，沈葆楨九月十九日奏折提到，淮軍先頭五營，已在十四、十五、十六日抵達台灣鳳山駐紮。
27. ↑  《同治甲戌日兵侵台始末》卷二，127
28. ↑  高陽，1987，《清朝的皇帝（下）》，頁1134，第四段第二行。台北：遠景。ISBN 957-39-0115-3
29. ↑  愛德華‧豪士（2008年），第230页
30. ↑  愛德華‧豪士（2008年），第237页，第三十四章
31. 1 2  Eskildsen, Robert. . The American Historical Review. 2002年6月12日, 107 (2): 388–418. ISSN 0002-8762. JSTOR 10.1086/532291. doi:10.1086/532291.
32. ↑  . 自由時報. 2024年10月31日.
33. ↑  . 中央社 CNA. 2024年10月30日.
34. ↑  . 中央社. 2023-11-03  [2023-11-04]. （原始内容存档于2023-12-16）.
35. ↑  . 中央社. 2023-11-06  [2023-11-06]. （原始内容存档于2023-11-09） （中文（臺灣））.
36. ↑  . 風傳媒. 2021-08-21  [2021-08-21]. （原始内容存档于2021-08-21） （中文（臺灣））.

## 延伸閱讀
- 陳枝烈，2004，牡丹社事件：多元文化教育的觀點。原住民教育季刊，no. 35：109-28。
- 陳守亭，1986，牡丹社事件與沈葆楨治臺政績考。臺北：正中書局。
- 陳翼漢，2003，歷史事件、意義與史蹟之探討：以臺灣事件及琉球藩民墓為例。雲林科技大學文化資產維護研究所碩士論文。
- 高加馨，1998，從Sinvaujan看牡丹社事件。史學，no. 24：50-85+85_1-85_3。
- 高加馨，2001，牡丹社群的歷史與文化軌跡：從排灣族人的視點例。臺南師範學院鄉土文化研究所碩士論文。
- 黃得峰、王學新譯，2005，處蕃提要。南投：國史館臺灣文獻館。
- 黃修文，2003，從中國看臺灣：牡丹社事件與中法戰爭中的臺灣印象。臺灣歷史學會會訊，no. 16：80-93。
- 毛利敏彦，1996，台湾出兵 : 大日本帝国の開幕劇。東京：中央公論社。ISBN 9784121013132。
- 林呈蓉，2003a，1874年日本的「征臺之役」：以從軍紀錄為中心。臺灣風物 53，no. 1：23-49。
- 林呈蓉，2003b，樺山資紀「日記」與水野遵「臺灣征蕃記」的史料價值與意義。臺灣史料研究，no. 20：156-77。
- 林呈蓉，2006，牡丹社事件的真相。台北縣蘆洲市：博揚文化。
- 林修澈計劃主持，2003，原住民重大歷史事件：牡丹社事件。台北：行政院原住民族委員會。
- 王學新，2003a，「風港營所雜記」之史料價值與解說。臺灣文獻 54，no. 3：379-406。
- 王學新譯，2003b，風港營所雜記。南投：國史館臺灣文獻館。

## 外部連結
- 地圖版‧牡丹社事件 （页面存档备份，存于）, 牡丹社事件的地圖史料與空間探索（上）、（中）、（下）, 行政院原住民委員會原住民族文獻會
- 牡丹社事件. 臺灣原住民族文化知識網